# تيتانيك 2 (فلم)
تيتانيك 2 (بالإنجليزية: Titanic II) هو فيلم درامي أمريكي عام 2010، من سيناريو وأخراج وبطولة شين فان ديك.

## أنظر أيضا
- تايتانيك 666

## روابط خارجية
- تيتانيك 2 على موقع IMDb (الإنجليزية)
- تيتانيك 2 على موقع روتن توميتوز (الإنجليزية)
- تيتانيك 2 على موقع نتفليكس (الإنجليزية)
- تيتانيك 2 على موقع ألو سيني (الفرنسية)
- تيتانيك 2 على موقع Turner Classic Movies (الإنجليزية)
- تيتانيك 2 على موقع فيلمافينيتي (الإسبانية)
- تيتانيك 2 على موقع قاعدة بيانات الأفلام السويدية (السويدية)
- تيتانيك 2 على موقع قاعدة بيانات الفيلم (الإنجليزية)
- تيتانيك 2 على موقع ليتربوكسد (الإنجليزية)
- تيتانيك 2 على موقع كينوبويسك (الروسية)